# Martin Bollert

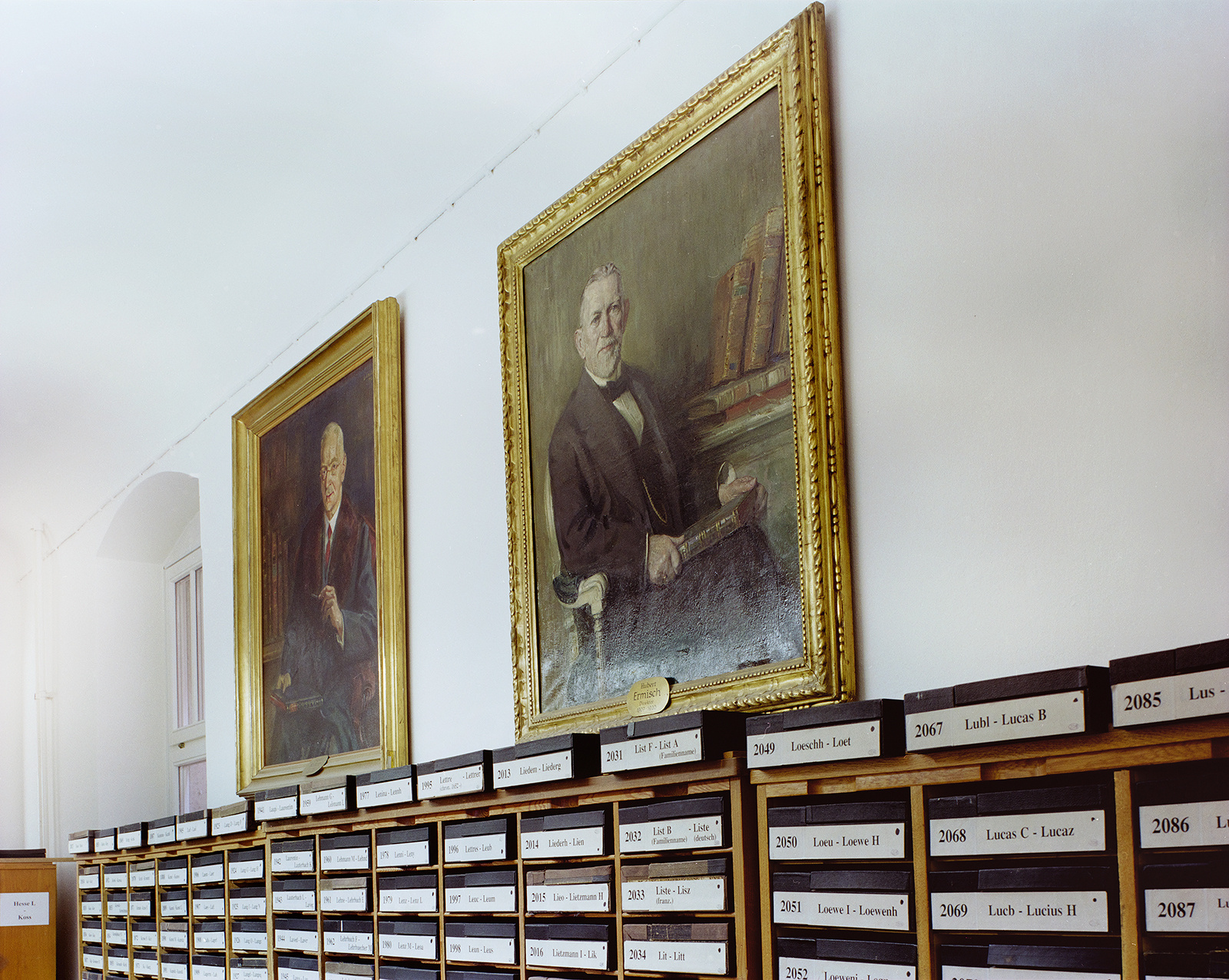
Porträt von Martin Bollert (links) am Landesbibliothek-Standort Marienallee 12

Martin Bollert (* 11. Oktober 1876 in Frankfurt (Oder); † 6. März 1968 in Bonn) war ein deutscher Bibliothekar und Einbandforscher, 1920–1937 war er Direktor der Sächsischen Landesbibliothek Dresden.

## Leben und Wirken
Der Sohn des Pfarrers Julius Bollert und dessen Ehefrau Marie, geb. Cattien, erwarb die Hochschulreife am Friedrichsgymnasium in Frankfurt und studierte in Jena und Berlin Philosophie, Germanistik und Theologie, legte 1899 die Staatsprüfung für das Höhere Lehramt ab, dem das obligatorische Jahr als Schulamtskandidat folgte. Danach ging er an die Universität Straßburg, wo er im März 1901 zum Dr. phil. promovierte. Anschließend ließ er sich an den Universitätsbibliotheken in Berlin und Göttingen zum Bibliothekar ausbilden.
Seine ersten beruflichen Stationen waren die Kruppsche Bücherhalle in Essen und ab Oktober 1904 die Universitäts- und Landesbibliothek Bonn. Am 1. Oktober 1913 wurde Bollert Direktor der Bromberger Stadtbibliothek. Eine Ernennung als Nachfolger von Gustav Wahl zum Direktor der Deutschen Bücherei in Leipzig kam Ende 1916 nicht zustande, da Bollert sich mit dem geschäftsführenden Ausschuss der Deutschen Bücherei nicht über die Modalitäten einigen konnte. Bollert blieb in Bromberg und erhielt dort den Professorentitel.
Als 1920 der Direktor der Sächsischen Landesbibliothek, Hubert Ermisch, in den Ruhestand ging, wünschte er sich Gustav Wahl oder – an zweiter Stelle – Martin Bollert als Nachfolger. Im Oktober 1920 übernahm Bollert dieses Amt und wurde gleichzeitig Vorsitzender des Prüfungsamtes für Bibliothekswesen.
Bollert fand in Dresden eine Bibliothek vor, die noch ganz den Charakter einer Gelehrtenbibliothek des 19. Jahrhunderts hatte. Er ging daran, sie zu einem Dienstleistungsbetrieb umzugestalten, wie er es in seiner Anfangszeit bei Paul Ladewig in Essen kennengelernt hatte. Durch Einführung von Schlagwort- und Fachkatalogen, eine ständig besetzte Auskunft, wöchentliche Veröffentlichung der Neuerwerbungen – zeitweise auch in Tageszeitungen, Führungen und öffentliche Vorträge öffnete er die Bibliothek für alle Bevölkerungsschichten und machte sie in den 1920er Jahren zu einer der modernsten wissenschaftlichen Bibliotheken in Deutschland. Um die Benutzung zu erleichtern, wurden die Öffnungszeiten verlängert, die Stadtbibliothek mit ihren Filialen für Bestellung und Buchausgabe gewonnen, Bestellkästen in der Stadt verteilt und 17 Buchhandlungen als Tochterleihstellen gewonnen.
Zwischen 1927 und 1935 wurde die Bibliothekt unter Bollerts Direktorat umfassend umgebaut und modernisiert. Seit 1786 befand sich die kurfürstliche Bibliothek, aus der die Sächsische Landesbiliothek hervorging, neben anderen Sammlungen im Japanischen Palais am Neustädter Elbufer und hatte sich allmählich das gesamte Gebäude erobert. Aber die ungünstige Anordnung der Bibliotheksbereiche erschwerte die Arbeit und der Platz in den Magazinen wurde knapp. Durch den Umbau wurden die Bibliotheksbereiche räumlich getrennt, der Katalog wurde zum Mittelpunkt und es entstand Raum für weiteren Zuwachs. Erhart Kästner, seit 1934 Leiter der Handschriftenabteilung, richtete 1935 das Buchmuseum ein.
Darüber hinaus publizierte Bollert rege zu buchkundlichen und bibliothekshistorischen Themen, sein Spezialgebiet waren mittelalterliche Bucheinbände. 1925 wurde er für drei Jahre in den Verwaltungsrat der Deutschen Bücherei in Leipzig gewählt. 1932 kuratierte er die große Goethe-Ausstellung im Sächsischen Kunstverein. 1935 übernahm er die Geschäftsführung der Direktorenkonferenz der Staatlichen Sammlungen für Kunst und Wissenschaft zu Dresden.
Die Jahre intensiver Arbeit und die Mühen des Bibliotheksumbaus sowie zunehmender politischer Druck führten Anfang 1936 zu einem ärztlich attestierten Erschöpfungszustand. Im Februar eröffnete er noch die gemeinsam mit der Reichsstelle zur Förderung des deutschen Schrifttums im Buchmuseum der Landesbibliothek organisiert Ausstellung „Das wehrhafte Deutschland“. Seinen inneren Widerstand gab er in der Eröffnungsrede zu erkennen mit Formulierungen wie „Wehrhaftigkeit ist nicht gebunden an das Waffenhandwerk, sondern an eine Geisteshaltung“. Er konzentrierte seine Energie dann primär auf Organisation und Durchführung des 32. Deutschen Bibliothekstages im Juni 1936 in Dresden. Es war „einer der unpolitischsten in den Zeiten des Dritten Reiches. Keines der Vortragsthemen setzte sich ausdrücklich mit dem Gedankengut und den Forderungen des Nationalsozialismus auseinander.“
Der Tod seiner 24-jährigen Tochter im Dezember 1936 war der letzte Anstoß für Bollerts Antrag vom Februar 1937 auf Versetzung in den vorzeitigen Ruhestand, am 30. September wurde er pensioniert. Er zog sich in sein Haus auf der Wettinstraße 22 im Radebeuler Stadtteil Oberlößnitz zurück, wo er seit 1925 wohnte.
Kurz nach seinem 65. Geburtstag wurde Martin Bollert im Dezember 1941 für seine Verdienste um das Bibliothekswesen mit der Goethe-Medaille für Kunst und Wissenschaft geehrt.
Als nach Kriegsende unklar war, ob seine Rentenbezüge weiterhin gezahlt würden, bemühte er sich im Mai 1946 um eine erneute Tätigkeit bei der Landesbibliothek und kehrte als Hilfsarbeiter auf Honorarbasis an seine Wirkungsstätte zurück.
Als 80-Jähriger hielt Bollert 1956 eine Rede bei den Feierlichkeiten zur 450-Jahr-Feier der Sächsischen Landesbibliothek. Seinen Lebensabend verbrachte er  ab 1958 in Röttgen bei Bonn bei einer seiner Töchter.